# Плуг в геральдике
Плуг — негеральдическая гербовая фигура. Символика: новая жизнь, также использовалась как эмблема сельского хозяйства.
В международной геральдике плуг изображён на гербе Либерии, где представляет собой достоинства труда и напряжённой работы, с помощью которых нация будет процветать.

## Плуг на гербах

### На дворянских гербах
Польские дворянские гербы включает в себя плуг: Плужица (в зелёном поле серебряный плуг, окаймленный в дерево натурального цвета).

### На гербах селений, муниципалитетов
- герб Слободо-Туринского сельского поселения (Свердловская область, Россия)
- герб города Новоузенск и Новоузенского района (Саратовская область, Россия)
- герб сельского поселения Кубанское (Краснодарский край, Россия)
- герб Шевченковского сельского поселения (Краснодарский край, Россия)
- герб Трудового сельского поселения (Краснодарский край, Россия)
- герб Вичугского района (Ивановская область, Россия)
- герб коммуны Альтлай (Рейнланд-Пфальц, Германия)
- герб коммуны Тамм (Баден-Вюртемберг, Германия)
- герб гмины Гоздово (Серпецкий повят, Польша)
- герб муниципалитета Беньо (Аквитания, Франция)
- герб округа Лугано (Тичино, Швейцария)

## Галерея

Герб Плужица
Герб Либерии
Эмблема РККА 1918 года
Герб коммуны Альтлай
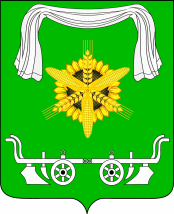
Герб Кубанского сельского поселения
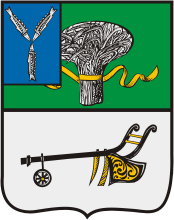
Герб Новоузенска
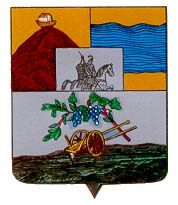
Герб Озургети
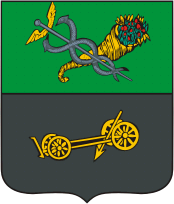
Герб Хотмыжска
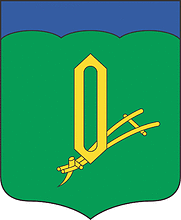
Герб Вичугского района
Герб гмины Гоздово